# هيزل فيليبس
هيزل فيليبس (بالإنجليزية: Hazel Phillips)‏؛ مغنية وممثلة بريطانية وأسترالية، ولدت في 1929 في المملكة المتحدة. من الجوائز التي نالتها جائزة لوجي الذهبية لأكثر شخصية مشهورة في التلفزيون الاسترالي ‏ سنة 1967.

## جوائز
- جائزة لوجي الذهبية لأكثر شخصية مشهورة في التلفزيون الاسترالي [الإنجليزية]‏ (1967)

## وصلات خارجية
- هيزل فيليبس على موقع IMDb (الإنجليزية)
- هيزل فيليبس على موقع قاعدة بيانات الفيلم (الإنجليزية)